# Петухов, Игнатий Павлович
Игнатий Павлович Петухов (27 декабря 1914, Масловка, Масловская волость, Лаишевский уезд, Казанская губерния, Российская империя — 5 мая 1950, Житомир, Житомирская область, Украинская ССР, СССР) — подполковник Рабоче-крестьянской Красной Армии, участник Великой Отечественной войны, Герой Советского Союза (1944).

## Биография
Игнатий Петухов родился 27 декабря 1914 года в селе Масловка (ныне — Рыбно-Слободский район Татарстана). Окончив среднюю школу, работал секретарём сельского совета. В 1936 году Петухов был призван на службу в Рабоче-крестьянскую Красную Армию. Окончил курсы младших лейтенантов и курсы усовершенствования командного состава. С 1942 года — на фронтах Великой Отечественной войны.
К сентябрю 1943 года капитан Игнатий Петухов командовал 20-м отдельным понтонно-мостовым батальоном 40-й армии Воронежского фронта. Отличился во время битвы за Днепр. 23 сентября — 5 октября 1943 года батальон Петухова успешно обеспечил переправу частей армии, что способствовало захвату и удержанию плацдарма на западном берегу Днепра в районе села Козинцы Кагарлыкского района Киевской области Украинской ССР.
Указом Президиума Верховного Совета СССР от 23 октября 1943 года за «образцовое выполнение боевых заданий командования на фронте борьбы с немецкими захватчиками и проявленные при этом мужество и героизм» капитан Игнатий Петухов был удостоен высокого звания Героя Советского Союза с вручением ордена Ленина и медали «Золотая Звезда» за номером 2374.
После окончания войны Петухов в звании подполковника вышел в отставку по ранению. Проживал в Житомире. Скоропостижно скончался 5 мая 1950 года, похоронен на Русском кладбище Житомира.

## Награды
Был также награждён орденами Красного Знамени, Отечественной войны 1-й и 2-й степеней, рядом медалей.